# Белмонт (Вирџинија)
Белмонт (енгл. Belmont) насељено је место без административног статуса у америчкој савезној држави Вирџинија.

## Демографија
По попису из 2010. године број становника је 5.966.
| Група             | 2000.    | 2010.         |
| Белци             | 0 (0,0%) | 3.910 (65,5%) |
| Афроамериканци    | 0 (0,0%) | 363 (6,1%)    |
| Азијати           | 0 (0,0%) | 1.202 (20,1%) |
| Хиспаноамериканци | 0 (0,0%) | 296 (5,0%)    |
| Укупно            | 0        | 5.966         |